# InterContinental Hotels

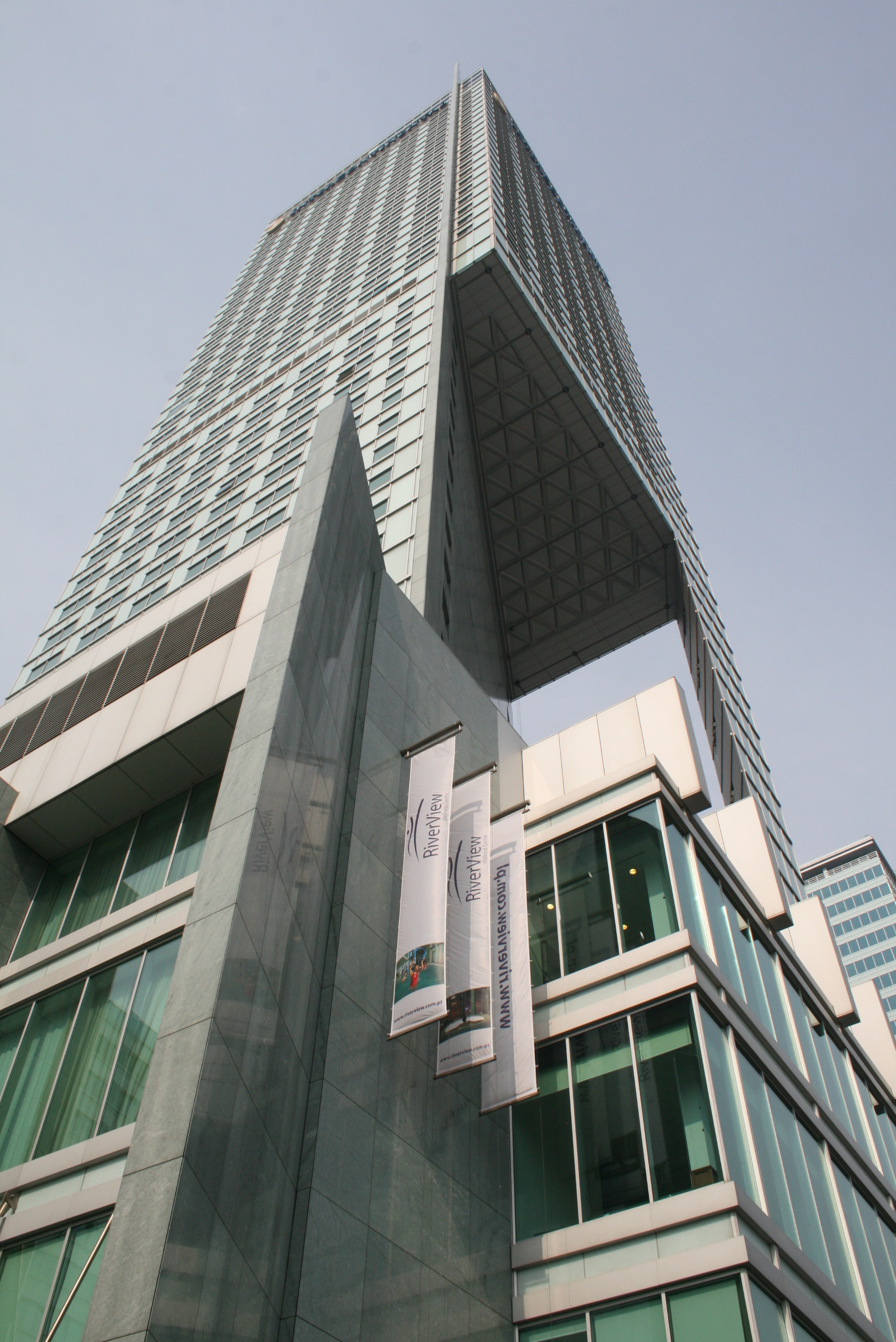
Het Intercontinental Hotel in Warschau

InterContinental Hotels is een hotelketen en onderdeel van de InterContinental Hotels Group, een keten van luxehotels. Het bedrijf ontstond in 1946 toen Pan American Airways uit onvrede met de slechte staat van de hotels wereldwijd een eigen hotelketen opende voor haar gasten. Het allereerste InterContinental opende in Belém, Brazilië.
De hotelketen werd in 1998 overgenomen door BASS Hotels & Resorts, dat later haar naam wijzigde in InterContinental Hotels Group (IHG).

## Overzicht van Europese Hotels

### Bulgarije
- InterContinental Sofia

### Duitsland
- InterContinental Berlijn
- InterContinental Düsseldorf
- InterContinental Frankfurt

### Frankrijk
- InterContinental Bordeaux - Le Grand, Dit Hotel staat op de UNESCO World Heritage List
- InterContinental Carlton Cannes. Dit hotel werd gebouwd in 1909 en telt 338 kamers. Het behoort tot de rijksmonumenten in Frankrijk. Het is direct gelegen aan de Franse Riviera en is de centrale plaats tijdens het Filmfestival van Cannes. Het hotel was in het verleden een aantal malen locatie voor beroemde films en muziek clips, waaronder de Alfred Hitchcock-film, "To Catch a Thief" en Elton Johns muziekvideo "I'm Still Standing".
- InterContinental Parijs Marceau ( Voorheen Crowne Plaza Champs-Élysées ). Dit zeer recent 5 sterren hotel ( 2010 ) is het tweede InterContinental hotel in Parijs.
- InterContinental Parijs Le Grand. Dit hotel ligt direct in de binnenstad van Parijs en behoort tot 6 beste hotels van de stad. Dit hotel telt 398 kamers en 72 suites.
- InterContinental Marseille - Hotel Dieu.

### Griekenland
- InterContinental Anthenaeum Athene

### Hongarije
- InterContinental Boedapest

### Ierland
- InterContinental Dublin

### Israël
- InterContinental Tel Aviv

### Italië
- InterContinental Rome - Ambasciatori Palace

### Malta
- InterContinental Malta

### Nederland
- InterContinental Amstel Amsterdam

### Oekraïne
- InterContinental Kyiv

### Oostenrijk
- InterContinental Wenen

### Portugal
- InterContinental Estoril
- InterContinental Lissabon
- InterContinental Porto Palacio das Cardosas

### Polen
- InterContinental Warschau is met 164 meter een van de hoogste hotels in Europa.

### Roemenië
- InterContinental Boekarest. Dit hotel ligt direct in de binnenstad en is beeldbepalend voor de stad. Met zijn 25 verdiepingen en 77 meter hoogte biedt dit hotel een enorm uitzicht over de stad en is het hoogste 5-sterrenhotel in de stad.

### Slovenië
- InterContinental Ljubljana

### Spanje
- InterContinental Madrid
- InterContinental Barcelona

### Tsjechië
- InterContinental Praag

### Verenigd Koninkrijk
- InterContinental Edinburgh The George
- InterContinental Londen Park Lane
- InterContinental Londen - The O2

### Zwitserland
- InterContinental Davos
- InterContinental Genève